# Malcriados
Malcriados es una película colombo-argentina de comedia estrenada en 2016, dirigida por Felipe Martínez Amador, protagonizada por Víctor Mallarino, Julieth Restrepo, Juan Fernando Sánchez, José Restrepo, Cristina Umaña y Michel Brown y producida por Dynamo Producciones y Patagonik Film Group. Se trata de una adaptación de la película mexicana Nosotros, los Nobles.

## Sinopsis
Manuel Rico es un adinerado hombre de negocios que perdió a su esposa y ahora vive con sus tres hijos: Javi, Bárbara y Charly en una enorme mansión ubicada en la sabana de Bogotá. A pesar de contar con suficiente dinero para darse la gran vida, Manuel no es feliz debido a la vida de despilfarro y descontrol que llevan sus hijos gracias a la mala educación que recibieron. Tras sufrir un infarto, Rico elabora un plan para enseñarle a sus hijos malcriados a afrontar la vida de una manera más humilde.

## Recepción
La película ha recibido reseñas mixtas de parte de la crítica. En el sitio web Filmaffinity, la cinta tiene una calificación de 4.8 sobre 10. Adolfo C. Martínez del diario La Nación de Argentina le dio una reseña favorable afirmando que se trata de "un film entretenido. Hay en la trama, además, un soplo de calidez y de cierto aire poético que convierten la historia en una especie de fábula".

## Reparto
- Víctor Mallarino ... Manuel
- José Restrepo ... Charly
- Julieth Restrepo ... Bárbara
- Juan Fernando Sánchez ... Javi
- Cristina Umaña ... Patricia Cortés
- Juan Pablo Barragán ... Lucho
- Michel Brown ... Alex
- Marcelo Cezán ... Memo Flores
- Estefanía Piñeres ... Amiga de Charly